# Dirk Witte Prijs
De Dirk Witte Prijs was een Nederlandse kleinkunstoeuvreprijs voor Nederlandse dichter-zangers (kleinkunstzangers die hun eigen repertoire schrijven) en werd jaarlijks uitgereikt tussen 2011 en 2015. Onder dezelfde naam werd de prijs tot 2011 in het Zaantheater als publieksprijs toegekend aan het beste cabaretprogramma van het voorafgaande seizoen.
Initiatiefnemer van de Dirk Witte Prijs is kleinkunstkenner en Dirk Witte-biograaf Co Rol.
Naamgever van de prijs is de Zaandammer Dirk Witte (1885-1932), een van de grondleggers van het Nederlandse kleinkunstlied. Zijn bekendste lied is Mens, durf te leven.
In 2016 besloot het Zaantheater niet langer mee te werken aan de uitreiking en daarmee kwam een einde aan het bestaan van de Dirk Witte Prijs.
De prijs bestond uit de Dirk Witte Penning en een bedrag van duizend euro beschikbaar gesteld door de gemeente Zaanstad.

## Winnaars (kleinkunstoeuvreprijs)
| Jaar | Cabaretier             | Jury                                          |
| ---- | ---------------------- | --------------------------------------------- |
| 2011 | Maarten van Roozendaal | Angélique Finkers, Ivo de Wijs, Fred Florusse |
| 2012 | Daniël Lohues          | Angélique Finkers, Ivo de Wijs, Fred Florusse |
| 2013 | Brigitte Kaandorp      | Rinske Wels, Ivo de Wijs, Fred Florusse       |
| 2014 | Jeroen Zijlstra        | Rinske Wels, Ivo de Wijs, Fred Florusse       |
| 2015 | Kommil Foo             | Rinske Wels, Fred Florusse, Johan Hoogeboom   |